# Cladocroce osculosa
Cladocroce osculosa är en svampdjursart som beskrevs av Topsent 1927. Cladocroce osculosa ingår i släktet Cladocroce och familjen Chalinidae. Inga underarter finns listade i Catalogue of Life.